# Sarota gamelia
Sarota gamelia is een vlindersoort uit de familie van de prachtvlinders (Riodinidae), onderfamilie Riodininae.
Sarota gamelia werd in 1886 beschreven door Godman & Salvin.